# Pierre de Grez
Pierre de Grez, Pierre de Grès ou Pierre de Corbeil, né dans le Gâtinais et mort le 21 septembre 1325, est un prélat français, chancelier du roi de France Philippe le Bel en 1306, évêque d'Auxerre de 1308 à 1325. 

## Biographie
Son père Jean de Corbeil (ou de Gretz ?) était seigneur de Grez, en Brie. Son frère, lui aussi nommé Jean de Corbeil, apparenté au puissant conseiller royal Enguerrand de Marigny, fut maréchal de France sous Philippe le Bel.
Apparenté à l'évêque de Chartres (1244-1246) Henri de Grez[réf. nécessaire], Pierre était aussi le neveu de Guillaume de Grez, évêque d'Auxerre de 1278 à sa mort en 1295. L'élection du successeur de Guillaume de Grez se fait dans la discorde : certains chanoines élisent son neveu Pierre, alors chanoine d'Auxerre, d'autres Ferry de Lorraine. Il s'ensuit une procédure d'appel à la Curie pontificale, tranchée en 1296 par Boniface VIII, qui écarte les deux élus et nomme Pierre de Mornay, tout en conférant à Pierre de Grez un canonicat dans l'église Notre-Dame de Paris.
Pierre de Grez fut aussi chanoine de Chartres, chantre de la cathédrale de Paris et chancelier du roi de Navarre. Il n'avait pas encore reçu la prêtrise lorsqu'il devint évêque d'Auxerre, en 1308. II passait pour un très habile canoniste. 
Avec l'archevêque de Sens et l'évêque d'Orléans, Pierre fut commissionné en 1308 par le pape Clément V pour enquêter sur les accusations portées contre l'évêque de Troyes Guichard, soupçonné d'avoir contribué à la mort de Jeanne, la reine de France et de Navarre, d'avoir voulu empoisonner Charles, comte d'Anjou, et d'avoir empoisonné plusieurs personnes. L'évêque de Troyes, cependant, n'avoua rien.
En octobre 1309, à Rouen, Pierre de Grez fut témoin du contrat de mariage de la fille d'Enguerrand de Marigny, Isabelle, avec Guillaume de Tancarville.
Pierre de Grez certifia l'authenticité des reliques de saint Amatre, possédées par la cathédrale. 
Il participa au concile de Sens des 11-26 mai 1310 qui condamna 54 templiers au bûcher sous la présidence de l'archevêque de Sens Philippe de Marigny. En 1311, il assista au concile général de Vienne.